# アビム県

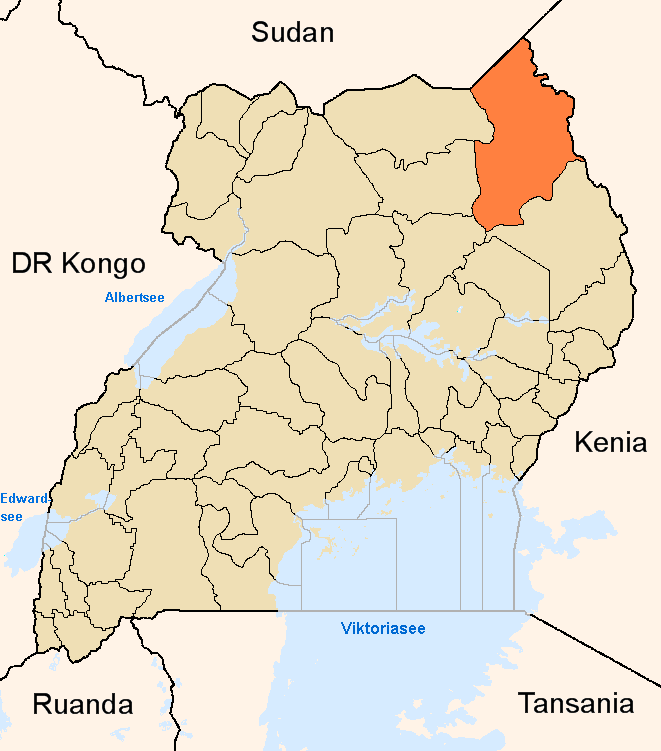
2001年から2005年のコティド県、南西部がアビム県

アビム県（アビムけん、英語: Abim District、スワヒリ語: Wilaya ya Abim）はウガンダ北東部カラモジャ地方北西部の県。コティド県から2006年7月1日に西部のラブウォル郡が分割され設置された。県の設置に伴い郡名もテュル (Thur) に変えられた。アビム市 (Abim TC) を含め6つの副郡が置かれている。2002年の国勢調査人口は 58,590 人。主な住民はラブウォル族で、伝承上はカラモジョン系で言語・文化的にはアチョリに近い。知事に相当する第5地域議会 (LC5) 議長はジム・ノーマン・オチェラ。カラモジャ地方の中では比較的開発され、イネの栽培が奨励されている。

## 隣接する県
南東にモロト県、西にアチョリ地方のパデル県、南西にランゴ地方のリラ県と接する。